# Elpasolita
L'elpasolita és un mineral de la classe dels halurs que pertany al subgrup de la criolita. Rep el seu nom del comtat d'El Paso, a Colorado (Estats Units).

## Característiques
L'elpasolita és un halur de fórmula química NaK₂[AlF₆]. Cristal·litza en el sistema isomètric. Es troba en forma de cristalls octaedrals, trapezoedrals o tetrahexaedrals, de fins a 0,5 mil·límetres. També se'n troba en forma d'agregats granulars o de manera massiva. La seva duresa a l'escala de Mohs és 2,5.
Segons la classificació de Nickel-Strunz, l'elpasolita pertany a «03.CB - Halurs complexos, nesoaluminofluorurs» juntament amb els següents minerals: criolitionita, criolita, simmonsita, colquiriïta, weberita, karasugita, usovita, pachnolita, thomsenolita, carlhintzeïta i yaroslavita.

## Formació i jaciments
Es troba substituint minerals de fluor en pegmatites de quars-microclina, i en filons quars en dipòsits hidrotermals d'antimoni en pedra calcària silicificada. Sol trobar-se associada a altres minerals com: criolita, pachnolita, thomsenolita, prosopita, gearksutita, quiolita, ralstonita, rosenbergita, guix, fluorita o quars. Va ser descoberta l'any 1883 a St Peters Dome, Cheyenne (Colorado, Estats Units).